# Glasgraben (Rotwassergraben)
Der Glasgraben ist ein Bach im 13. Wiener Gemeindebezirk Hietzing. Er ist ein Zubringer des Rotwassergrabens.

## Verlauf
Der Glasgraben hat eine Länge von 3180 m bei einer Höhendifferenz von 180 m. Sein Einzugsgebiet ist 1,9 km² groß. Der Bach verläuft durch den Westen des Lainzer Tiergartens, wo er am Brandberg entspringt. In seinem Unterlauf fließt er durch ein Muldental. Er mündet am Fuß des Johannser Kogels linksseitig in den Rotwassergraben.
Beim Glasgraben besteht keine Gefahr von Überflutungen. Im Fall eines Jahrhunderthochwassers sind weder Infrastruktur noch Wohnbevölkerung betroffen.

## Geschichte
Die Steine der von 1781 bis 1787 von Philipp Schlucker erbauten Mauer des Lainzer Tiergartens stammten unter anderem aus dem Glasgraben.

## Ökologie
Der Bach dient als Laichgewässer für Feuersalamander (Salamandra salamandra), Gelbbauchunken (Bombina variegata), Grasfrösche (Rana temporaria) und Springfrösche (Rana dalmatina). Zu den hier gesichteten Vogelarten zählen der Grauschnäpper (Muscicapa striata), der Halsbandschnäpper (Ficedula albicollis), der Pirol (Oriolus oriolus), die Sumpfmeise (Poecile palustris), der Waldlaubsänger (Phylloscopus sibilatrix) und der Wespenbussard (Pernis apivorus). Am Glasgraben wachsen Schwarz-Erlen-Auwälder, wo der streng geschützte Schwarze Germer (Veratrum nigrum) zu finden ist, und kleinflächige alte Feld-Ahorn-Hainbuchen-Wälder.